# یواس‌اس داگلاس کانتی (ال‌اس‌تی-۷۳۱)
یواس‌اس داگلاس کانتی (ال‌اس‌تی-۷۳۱) (به انگلیسی: USS Douglas County (LST-731)) یک کشتی است که طول آن ۳۲۸ فوت (۱۰۰ متر) می‌باشد. این کشتی در سال ۱۹۴۴ ساخته شد.